# The Domino Theory
The Domino Theory — студийный альбом братьев Роба и Ферди Болландов, вышедший в 1981 году. Братья были не только авторами всех песен, но и продюсерами альбома. Не оценённый по достоинству после выхода, данный антивоенный альбом стал «одним из лучших концептуальных альбомов 1980-х годов».

## Описание
Альбом назван термином из западной политической теории времён холодной войны. Теория домино говорит о том, что одно изменение влечёт за собой линейный ряд других изменений, аналогично тому, как падают косточки домино. В 1950—1960-х годах США опасались, что распространение коммунизма в Юго-Восточной Азии может перекинуться на весь регион и даже на Австралию. Именно с учётом «эффекта домино» американское руководство принимало решение о вмешательстве США во Вьетнамскую войну.
Братья Болланды сочинили мини рок-оперу, которая стала также и «настоящей коллекцией поп-песен». Первой песней, «You’re In The Army Now», своеобразным гимном, братья Болланды отправляются в путешествие по волнам New wave. Позднее его перепоёт Status Quo. «The Dogs of War», «Heart of Darkness» и «Heaven Can Wait» — это чистейший поп, а в «Cambodia Moon» и «To the Battleground» уже слышен явный сдвиг к балладе. «Overture» и «Finale» говорят о цельности альбома (в альбоме 1991 года «The Bolland Project: Darwin The Evolution» будет тоже использоваться вступление и окончание).
Все песни альбома записаны на студии Барта Слотхака (нидерл. Bart Sloothaak) «Wisseloord Studios» (Нидерланды).

И хотя коммерческий успех ускользнул от них на несколько лет, «The Domino Theory», несомненно, — это важный концептуальный альбом, важный сборник песен новой волны. Альбом подобен бесконечному и увлекательному музыкальному путешествию, но заставляет по-настоящему задуматься на довольно серьёзные темы. Спросите себя честно: много ли вы знаете подобных песен?
— Tomas Mureika. Рецензия в Allmusic
Резкий и мелодичный альбом, спетый от лица пехотинца, несёт критический взгляд на холодную войну и международные вмешательства США. «You’re In The Army Now» стал маленьким хитом: на родине Болландов в ЮАР он достиг девятого места в мае 1982 года. Успеху отчасти помог тот факт, что в ЮАР в то время была всеобщая воинская повинность.

## Список композиций
Сторона A:
1. «Overture» — 1:00
2. «You’re in the Army Now» — 4:25
3. «The Dogs of War» — 3:12
4. «Heart of Darkness» — 4:25
5. «Cambogia Moon» — 3:44

Сторона B:
1. «Heaven Can Wait» — 3:26
2. «To the Battleground» — 4:28
3. «Long Day’s Journey into the Night» — 2:59
4. «Let’s Help A*R*VI*N Out» — 3:01
5. «Rendez-Vous with Radiation» — 3:36
6. «Finale» — 1:15

## Участники записи
- Роб Болланд и Ферди Болланд — весь вокал, аранжировка, маримба, электропианино, рояль, спинет и челеста
- Johan Timman — синтезаторы и дополнительные клавишные
- Ton Op’Thof — ударные и перкуссия
- Johan Slager — электрогитара, акустическая гитара
- Jan Hollestelle и Okkie Huysdens — бас-гитара

## Кавер-версии
Фрэнсис Росси, солист группы Status Quo, смог убедить группу в перепевке, и уже осенью 1986 года сингл с одноимённого альбома достиг № 2 в Великобритании. Несмотря на этот факт музыкальной популярности песни, она всё же лучше всего понимается как часть оригинального альбома Болландов.